# شاموني
شاموني، الجبل الأبيض (بالفرنسية: Chamonix)‏ بلدة وبلدية في شرق فرنسا، على سفح الجبل الأبيض. وفي التعداد السكاني لـ1999 كان يبلغ العدد السكاني نحو 10 آلاف ساكنا في مساحة قدرها 111,53 كيلومتبر مربع، على ارتفاع 1035 متر. واستضافت شاموني أوّل أوليمبياد شتوي في سنة 1924.

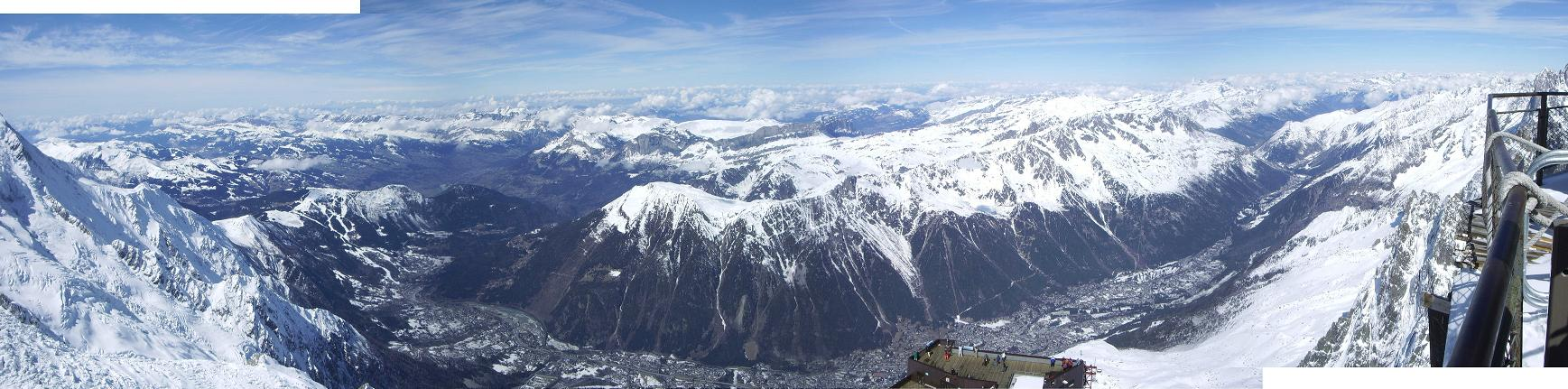
منظر للجبال المحيطة بالمدينة

## توأمة
لشاموني اتفاقيات توأمة مع كل من:
- أسبن
- دافوس
- أوستا
- سيلاوس
- كورمايور
- فوجيوشيدا
- غارميش-بارتنكيرشن

## أعلام
- ريتشارد غاي
- نيكول هاسلر
- توماس دوفور
- ألبرت هاسلر
- كلوي جورج